# Julien Offray de La Mettrie
Julien Offray de La Mettrie (Saint-Malo, 25 de desembre de 1709 – Berlín, 11 de novembre de 1751) va ser un metge i filòsof francès, un dels primers escriptors materialistes de la Il·lustració.

## Vida i Obra
Després d'estudiar teologia en les escoles jansenistes durant alguns anys, de cop i volta va decidir adoptar la professió mèdica. El 1733 va anar a Leiden per a cursar estudis sota la tutela de Herman Boerhaave i el 1742 va retornar a París, on va obtindre la feina de cirurgià militar.
Durant unes febres va fer unes observacions en la seva pròpia persona sobre l'acció del pols accelerat en el pensament, el que el va portar a concloure que els fenòmens físics eren els mateixos tant en el cervell com en el sistema nerviós. Aquesta conclusió la va elaborar en un dels seus primers escrits filosòfics, la Historia natural de l'ànima (1745). Dita obra, va tenir tal impacte per la seva publicació que La Mettrie va haver de refugiar-se a Leiden, on va desenvolupar les seves teories de forma força original i d'una manera més completa i atrevida, en el que serien les seves següents obres titulades: l'"Home màquina" i l'"Home planta", ambdós tractats eminentment materialistes.
L'ètica d'aquests principis va ser treballada en el Discurs sobre la felicitat i en L'art de Gaudir o L'escola de la Voluptuositat, on proposa que el final de la vida es trobi en els plaers dels sentits i que la virtut pot reduir-se a amor propi. L'ateisme és l'única manera d'assegurar la felicitat del món, que ha fet que sigui impossible per les guerres dels teòlegs, amb l'excusa d'una "ànima" inexistent. Quan la mort arriba, la "farsa s'acaba" (la farce est jouée), de manera que hem de prendre el plaer mentre puguem. Tan forta va ser la reacció contra La Mettrie i el seu pensament, que aquest es va veure obligat a sortir dels Països Baixos, per anar a viure a Berlín, on Frederic el Gran no només li va permetre continuar exercint la seva pràctica mèdica, sinó que a més a més el va titular lector de la cort. Allà va ser on La Mettrie va escriure el seu principal llibre el Discurs sobre la felicitat (1748), que li va valer el rebuig dels líders de la Il·lustració com Voltaire, Diderot i Paul Henri Thiry d'Holbach.

## Mort
Va morir força jove (41 anys) a Berlín el 1751, al moment al qual l'ambaixador francès Tirconnel que havia estat guarit gràcies a La Mettrie d'una malaltia, va donar un banquet per a celebrar la seva recuperació. En aquesta celebració La Mettrie hauria volgut fer gala de la seva resistència i devorar una gran quantitat de paté de trufes. Com a resultat, va desenvolupar una febre que va intentar guarir amb una sangria prescrita per ell mateix que va posar fi a la seva vida. Al moment de la mort, li van sobreviure la seva filla de només cinc anys i la seva dona.